# وارسنیک یسائیان
وارسنیک یسائیان (ارمنی: Վարսենիկ Եսայան؛ انگلیسی: Varsenik Yesayan زادهٔ ۲ سپتامبر ۱۹۰۹ - درگذشته ۳۰ ژوئیهٔ ۱۹۸۵) مورخ، تاریخ‌نگار ادبی اهل ارمنستان بود.

## زندگی‌نامه
وی در ۲ سپتامبر ۱۹۰۹ در تبریز به دنیا آمد و از دانشگاه دولتی ایروان (۱۹۳۰) فارغ‌التحصیل گشت. وی در آوانگارد، سووتاکان هایاستان و مدرسه شماره ۴ لوون شانت فعالیت می‌کرد. عضو اتحادیه نویسندگان شوروی بود. همچنین برندهٔ جوایزی همچون نشان لنین، نشان پرچم سرخ کار و مدال کروپتسکایا شده است. وی در ۳۰ ژوئیهٔ ۱۹۸۵ در سن ۷۵ سالگی در ایروان درگذشت.